# طرح‌های متفقین برای صنعت آلمان پس از جنگ جهانی دوم

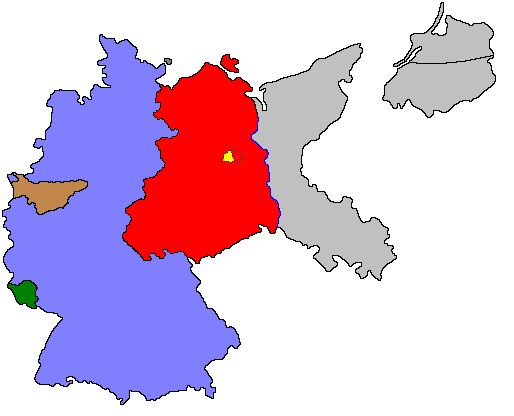
مرزهای آلمان پس از جنگ جهانی دوم (۱۹۴۹). آلمان غربی به رنگ آبی نشان داده شده‌است، آلمان شرقی به رنگ قرمز نشان داده شده‌است، قلمرو حوضهٔ زار در کنترل اقتصادی فرانسه با رنگ سبز نشان داده شده‌است. منطقهٔ رور، موتور صنعتی آلمان غربی است، همان‌طور که تا حدی تحت کنترل بین‌المللی رور قرار دارد که به رنگ قهوه‌ای نشان داده می‌شود. سرزمین‌های آلمان شرقی سابق به رنگ خاکستری نشان داده شده‌است، زیرا به‌وسیلهٔ اتحاد جماهیر شوروی به لهستان ضمیمه شد و شامل سیلیسیا است و دومین مرکز صنعتی آلمان پس از رور است. برلین غربی به رنگ زرد نشان داده شده‌است.

طرح‌های متفقین برای صنعت آلمان پس از جنگ جهانی دوم (انگلیسی: Allied plans for German industry after World War II) طرح‌هایی بود که متفقین پس از جنگ جهانی دوم برای پایین آوردن ظرفیت صنعتی و مدیریت آن به آلمان تحمیل کردند.

## تاریخچه
در کنفرانس پوتسدام (ژوئیه-اوت ۱۹۴۵)، با رهبری ایالات متحدهٔ آمریکا و طرح مورگنتائو وزیر خزانه‌داری ایالات متحدهٔ آمریکا، متفقین پیروز جنگ جهانی دوم تصمیم گرفتند نیروهای مسلح آلمان و همچنین همهٔ کارخانه‌های ساخت مهمات و صنایع غیرنظامی این کشور را که قادر به پشتیبانی از بنیهٔ نظامی آن بودند را ملغی کنند. علاوه بر این، فاتحان جنگ تصمیم گرفتند تا صنایع غیرنظامی که ممکن بود پتانسیل تبدیل به توان نظامی را داشتند را محدود کنند. محدودیت دوم «نیازهای تأمین صلح برای آلمان»، محدود شد تا بر اساس استاندارد اروپا تعریف شود. در نتیجه برای دستیابی به این هدف، هر گونه توسعهٔ صنعتی توسط اروپا متعاقباً مورد بررسی قرار گرفت تا ببینند چند کارخانهٔ آلمان با این حداقل‌ها الزامات صنعت آلمان را تأمین می‌کند.